# الجلاء
الجلاء (به عربی: الجلاء) یک منطقهٔ مسکونی در سوریه است که در استان دیرالزور واقع شده‌است.

## خصوصیات
الجلاء ۹٬۱۷۱ نفر جمعیت دارد.